# Luisa de Padilla

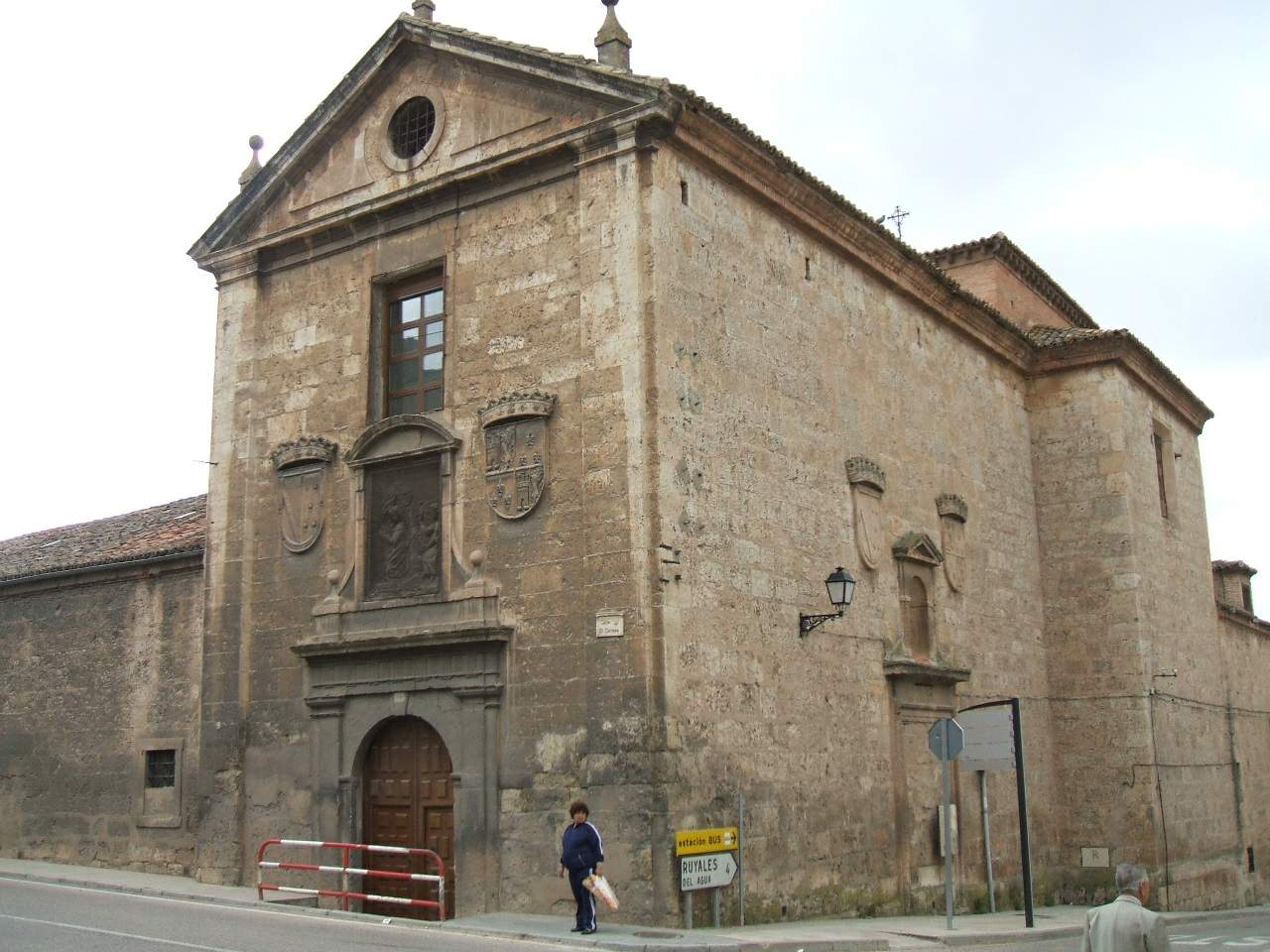
Vista del convento de la Madre de Dios en Lerma, donde moriría como carmelita descalza, Luisa, una vez viuda.

Luisa de Padilla (-Lerma, 1614) fue una noble y religiosa castellana.

## Biografía
Fue una de los cuatro vástagos de Juan de Padilla y Manrique, adelantado mayor de Castilla; y su esposa María de Acuña, quien, desde 1592, sería VII condesa de Buendía. Fruto de este matrimonio nacerían otros tres hermanos:
- Antonio de Padilla, que ingresó en la Compañía de Jesús en 1572.[2]
- Casilda de Acuña o Casilda de Padilla (¿?-1618): religiosa carmelita desde 1577, y después abadesa concepcionista.
- María de Acuña: profesó como monja dominica en el convento de Santa Catalina de Siena de Valladolid.

Quedó huérfana de padre en 1563. En su infancia vivió con su madre y sus hermanos en Valladolid en casa de su abuela paterna María Manrique. 

En su primera juventud, Luisa profesó como monja franciscana pero se vio obligada a renunciar a sus votos y contraer matrimonio con su tío Martín de Padilla y Manrique como así nos lo describe el padre Luis de la Puente: 
se quedó en el siglo acompañando à su madre con voto de perpetua castidad, fue necesario que la obligassen à pedir dispensación de el voto, por justas causas que se ofrecieron, para casarle, y perpetuar su sucessión. 
De este matrimonio tuvo varios hijos, entre ellos:
- Juan de Padilla y Acuña, VI conde de Buendía y, después II conde de Santa Gadea, hasta su muerte sin sucesión en la Jornada de la Mahometa en 1606. De su fallecimiento nos da cuenta el cronista Cabrera de Córdoba (1997, p. 290): "la pérdida del Adelantado con la demás gente se ha sentido mucho; acá quedan los tres hermanos: el mayor es tenido por simple y de poca ó ninguna capacidad para sucederle; el segundo es de la Compañía de Jesús", por lo que "así verná a heredar el estado el tercero, llamado don Eugenio, menino de la Reina, muy cuerdo y de buen entendimiento".
- Marco Antonio de Padilla Manrique, incapacitado, renunció a heredar el mayorazgo, en favor de su hermano Eugenio.
- Martín de Padilla Manrique, jesuita.
- Eugenio de Padilla Manrique, III conde de Santa Gadea, que fallece en Dueñas el 1 de junio de 1622 sin dejar sucesión, mandándose enterrar en el monasterio premostratense de San Miguel en Villamayor de Treviño (Burgos). A su muerte se inicia un pleito de tenuta que se salda a favor de Cristóbal Gómez de Sandoval y Rojas, I duque de Uceda, quien había estado casado desde 1597 con la hermana de éstos, Mariana Manrique de Padilla y Acuña. Eugenio contrajo matrimonio con Luisa de Moncada y Aragón, hija de los príncipes de Paternó y duques de Montalto, quien tras enviudar ingresó en el convento carmelita de Palencia con el nombre de Luisa del Santísimo Sacramento, construyendo un pasadizo voladizo que conectaba con su palacio situado junto a dicho convento, donde falleció en 1629.
- Mariana de Padilla y Manrique, casada con Cristóbal Gómez de Sandoval, entonces duque de Uceda. Cristóbal fue valido brevemente de Felipe III y era hijo de Francisco de Sandoval y Rojas, I duque de Lerma que fue el valido preeminente durante todo el reinado de ese monarca.
- Ana María de Padilla Manrique, casada en 1600 con Francisco Fernández de la Cueva, VII duque de Albuquerque y IV marqués de Cuéllar.
- Luisa de Padilla y Manrique, escritora, casada con Antonio Jiménez de Urrea, V conde de Aranda.[4]

Entre 1596 y 1600, Luisa y su marido tuvieron en su casa de Madrid la imagen de Nuestra Señora de la Vulnerata.
Cinco años después de la muerte de su marido de forma repentina y sin previo aviso, profesó como monja en las carmelitas descalzas de Talavera de la Reina el 23 de febrero de 1607 para, al año siguiente, ser promovida a la dignidad de priora en el monasterio fundado por su consuegro el I duque de Lerma, Francisco de Sandoval, en esta villa burgalesa.
Murió en Lerma en 1614, siendo priora del convento.